# 加布里埃莱·卡萨代伊
加布里埃莱·卡萨代伊（義大利語：Gabriele Casadei，2002年8月10日—），意大利男子皮划艇运动员，2023年欧洲运动会男子双人划艇500米金牌得主、2024年夏季奥林匹克运动会男子双人划艇500米银牌得主。